# Photographie de nuit
La photographie de nuit correspond à la prise de photographies à l'extérieur durant la nuit.
C'est Brassaï qui dans les années 1930 a initié la technique et, en noir et blanc, le style repris en particulier dans les années 1940 par André Schall. 
Les photographes ont, dans ce cas, le choix entre l'utilisation :
- soit d'une lumière artificielle (flash ou LED),
- soit d'une surface sensible ou d'un capteur à sensibilité ISO élevée
- soit d'une pose longue.

Un des moments les plus favorables pour la prise de vue est le crépuscule, l'heure bleue. 
Avec les progrès techniques, il est de plus en plus facile d'utiliser la lumière naturelle y compris avec des smartphones.

## Principaux photographes

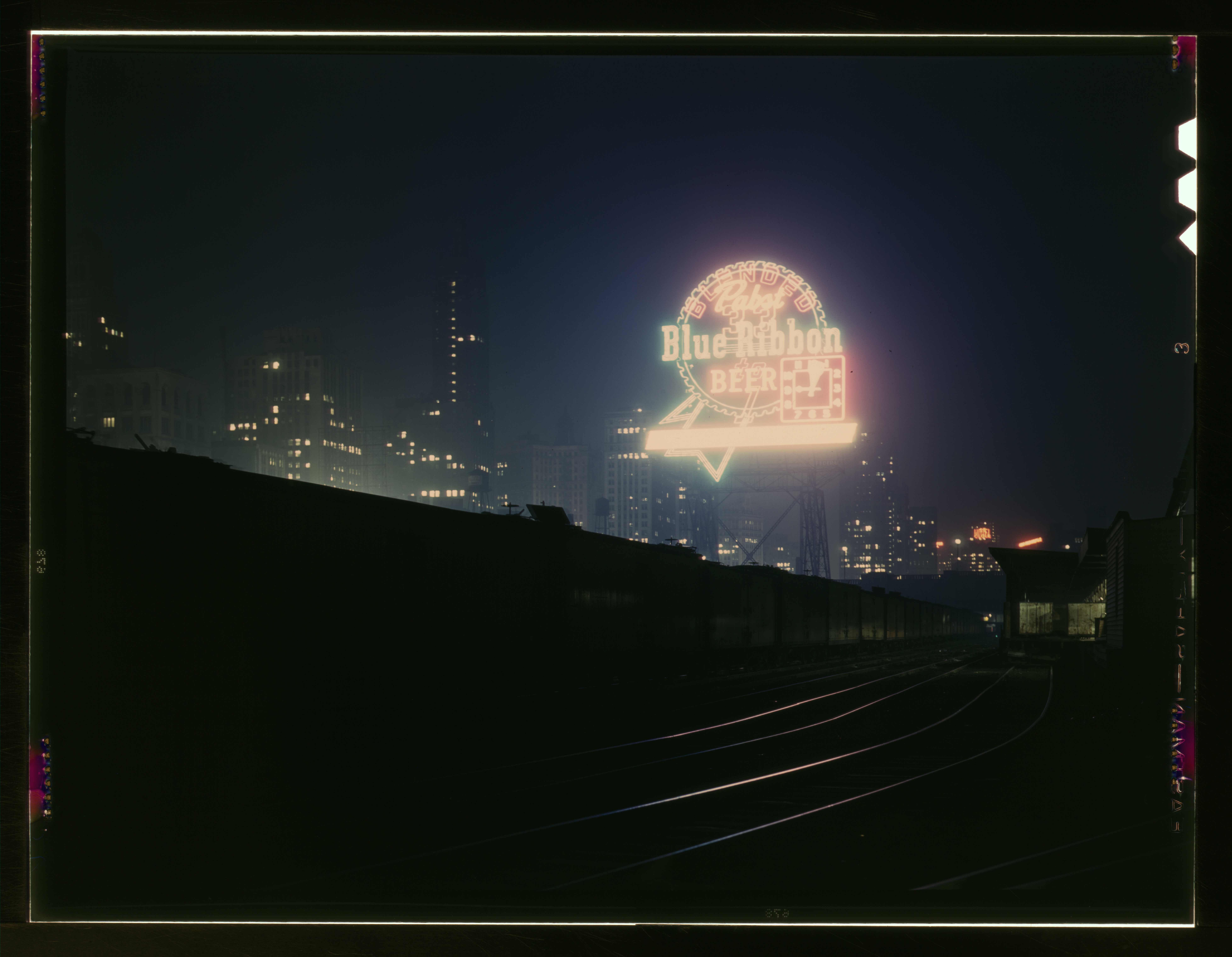
Jack Delano, 1943.

Principaux photographes dont tout ou partie du travail reconnu concerne la photographie de nuit :
- George Shiras (1859 - 1942). Il a été le premier à montrer la vie nocturne des animaux sauvages de la forêt en les photographiant au flash avec des techniques d'approche en canoë. Il est également le premier à utiliser des pièges photographiques.
- Alfred Stieglitz (1864 - 1946).
- Jessie Tarbox Beals (1870 - 1942) : connue comme la première femme photographe ayant photographié la nuit.
- Léon Gimpel (1873 - 1948) : ses autochromes sont parmi les plus anciennes images de nuit en couleur (non colorisées).
- Edward Steichen (1879 - 1973).
- Brassaï (1899 - 1984).
- Bill Brandt (1904 - 1983).
- Jack Delano (1914 - 1997) : nombreuses prises de vues nocturnes en couleur au début des années 40.
- O. Winston Link (en) (1914 - 2001) : principalement connu pour sa série d'images de chemin de fer de nuit, très composées et réalisées à l'aide de flashs et de puissants éclairages.
- Joel Meyerowitz (1938 - ).
- Michel Séméniako (1944 - ) : travaille essentiellement de nuit et en poses longues, en éclairant les paysages avec des éclairages colorés.
- Daniel Boudinet (1945 - 1990).
- Hiroshi Sugimoto (1948 - ).
- Richard Misrach (en) (1949 - ).
- Jan Staller (en) (1952 - ).
- Michael Kenna (1953 - ).
- Gilbert Fastenaekens (1955 - ), pour sa série “Nocturne”.
- Naoya Hatakeyama (1958 - ).
- Peter Bialobrzeski (1961 - ).
- Gregory Crewdson (1962 - ).
- Todd Hido (en) (1968 - ).
- Reuben Wu (1975 - ) : photographie de nuit avec des drones pour éclairer le paysage.
- Yohann Gozard (1977 - ) : travaille essentiellement de nuit et en poses longues.

## Galerie

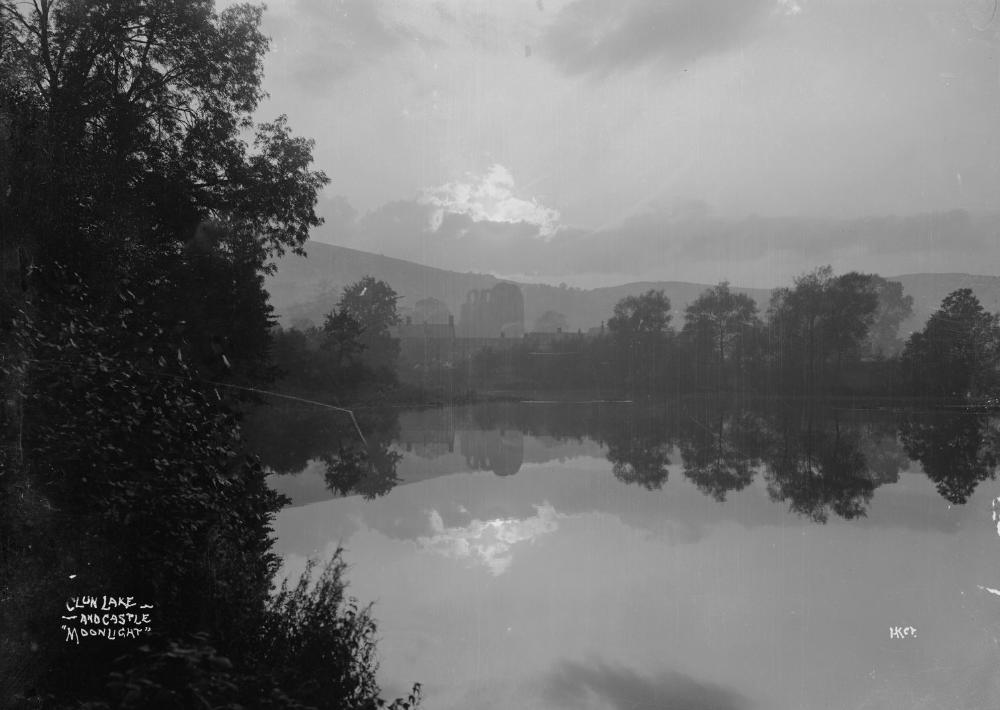
Lac de Clun (années 1920)
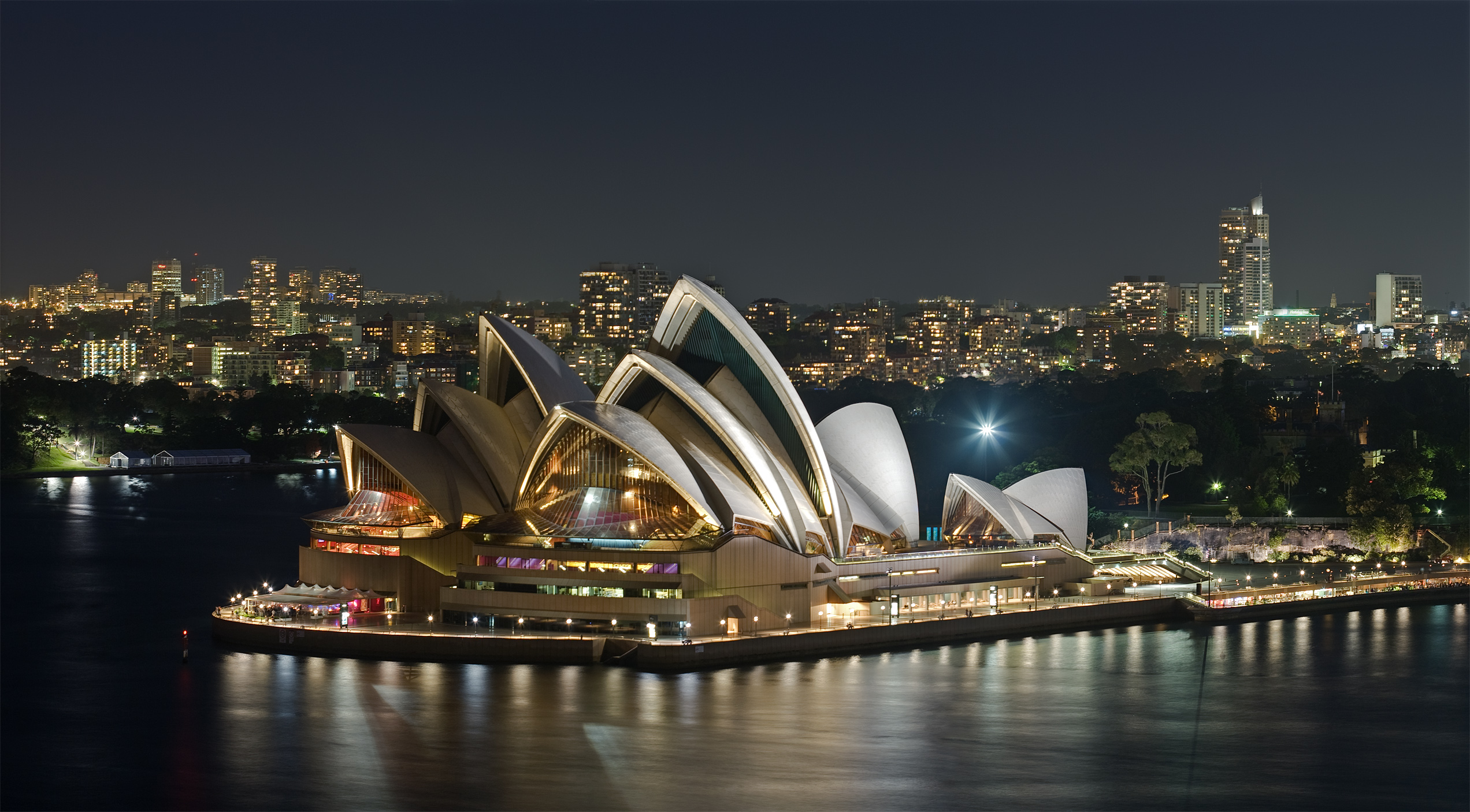
Sydney Opera House
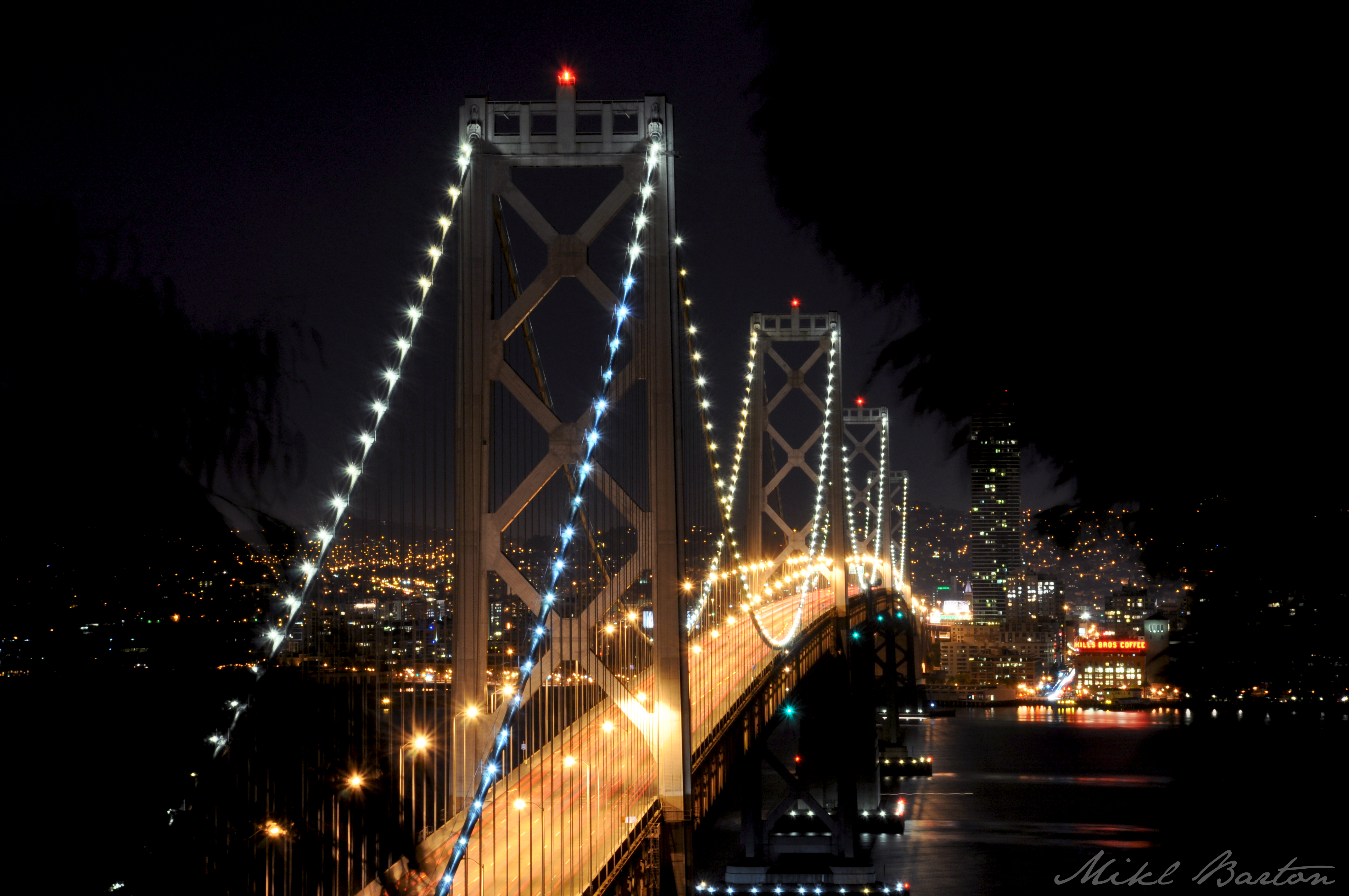
Bay Bridge depuis la Treasure Island, à San Francisco.
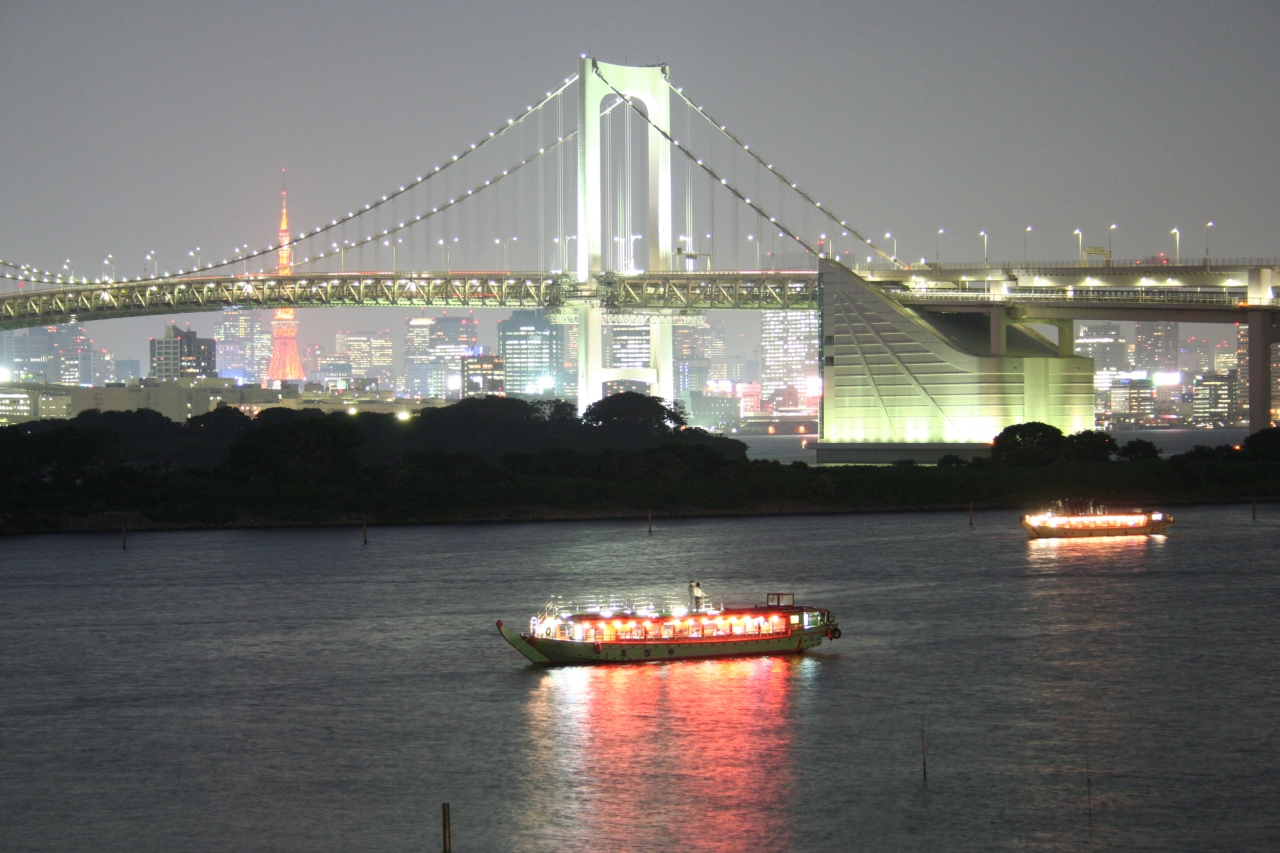
Rainbow Bridge depuis Odaiba
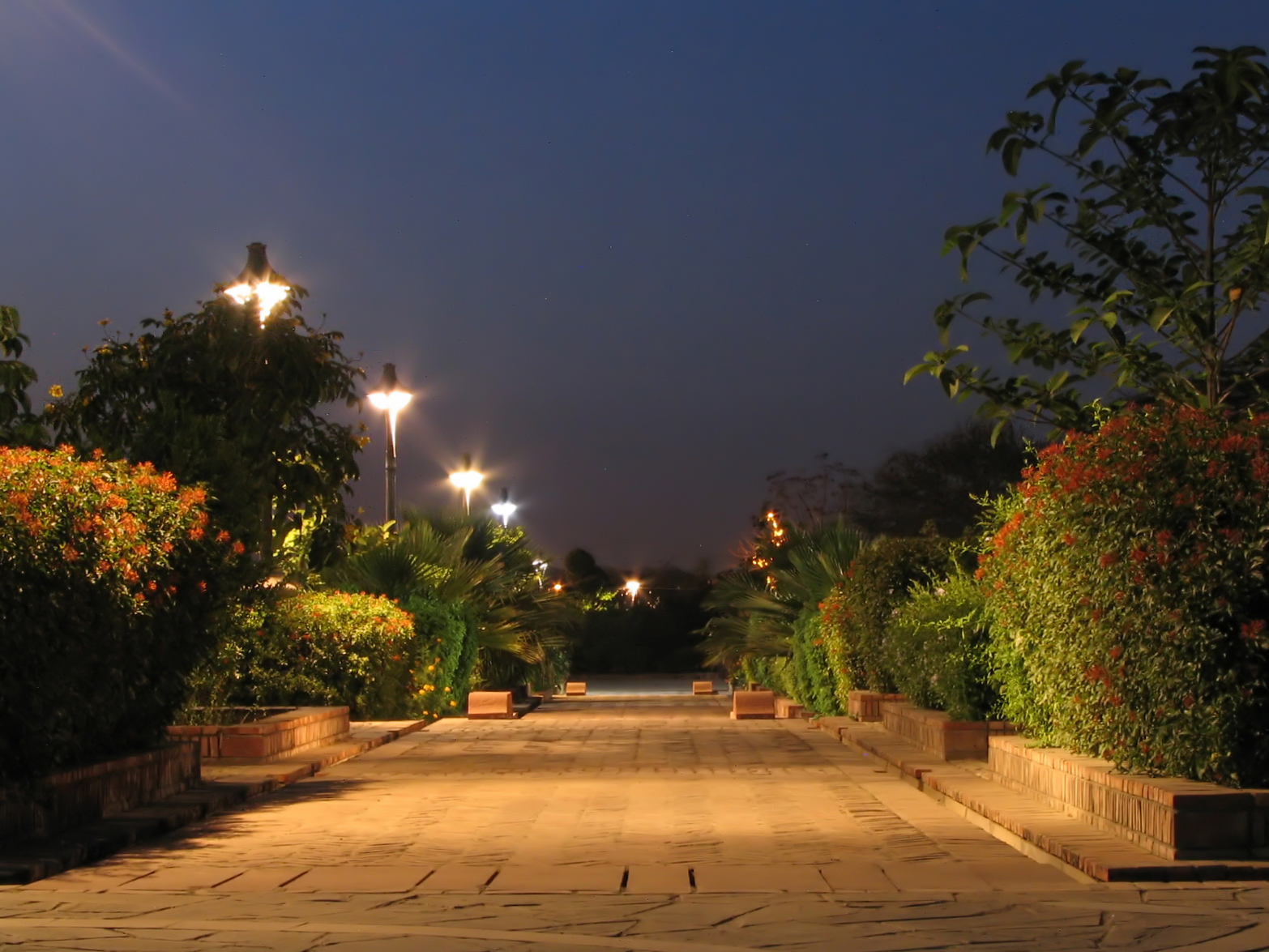
Le jardin des Cinq sens, à Delhi
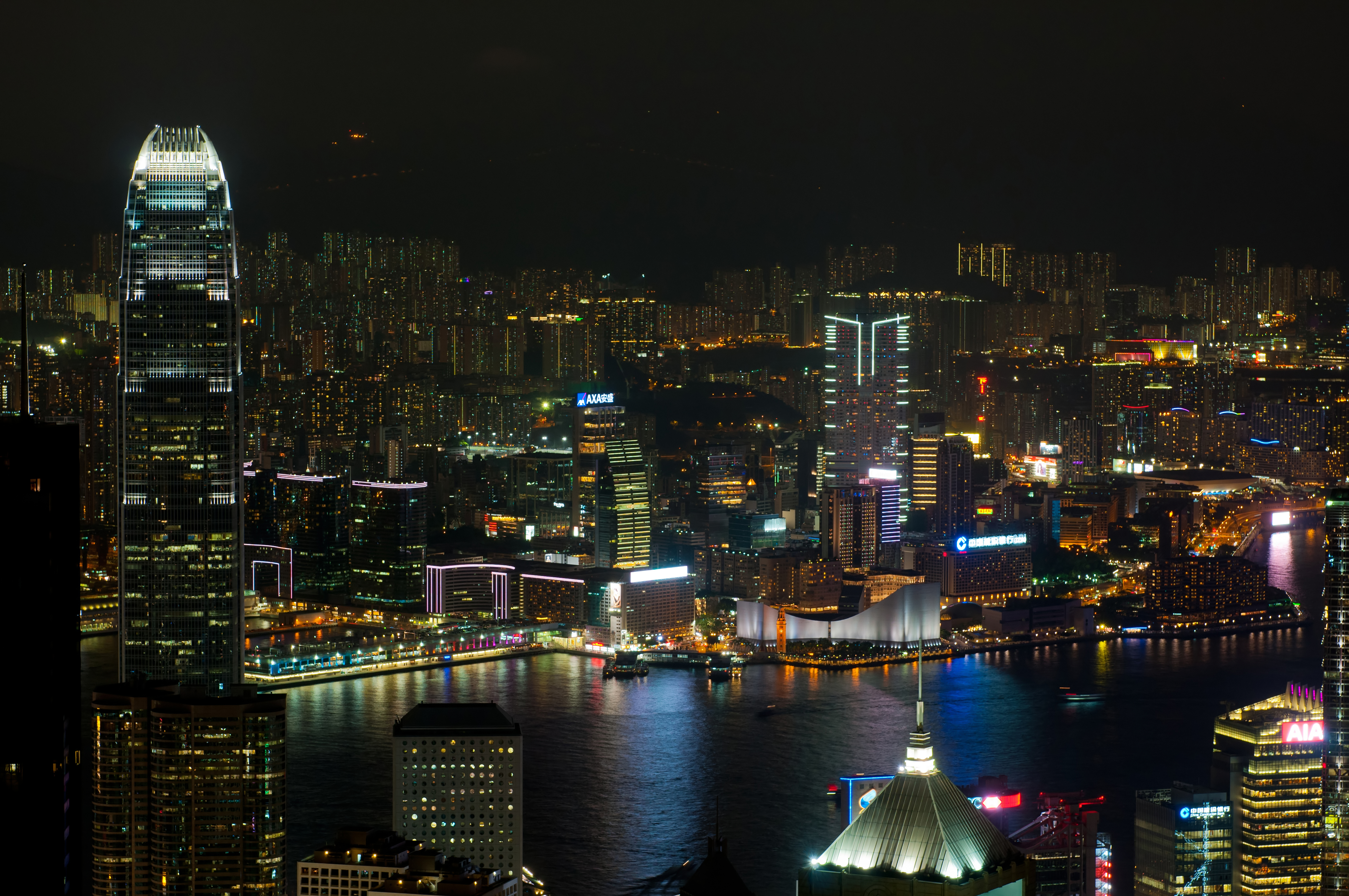
Hong Kong ; 2 secondes d'exposition
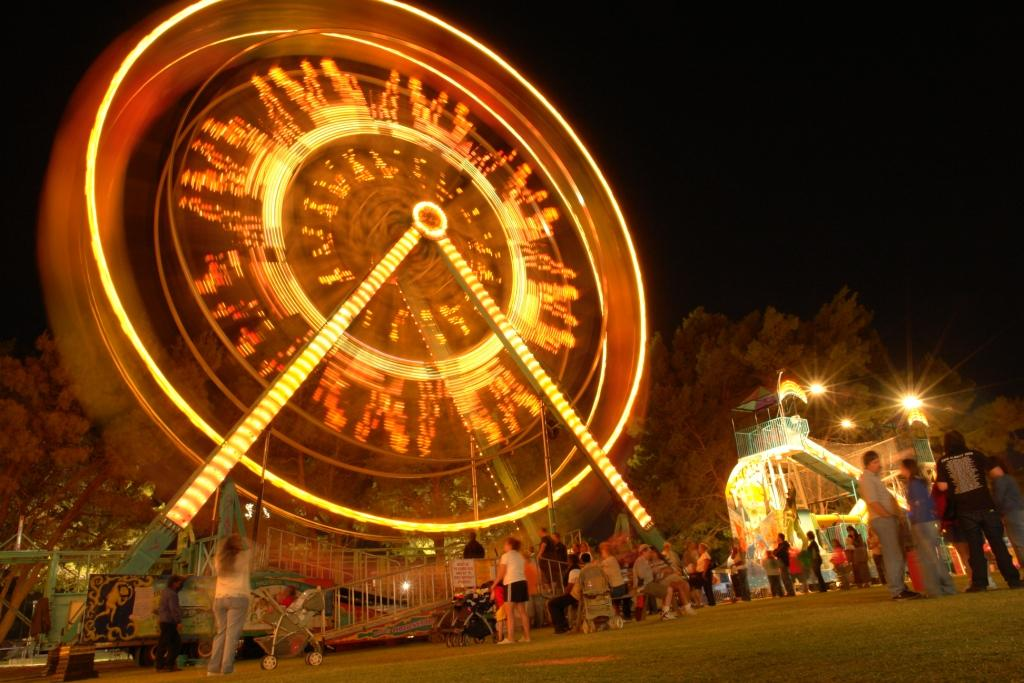
Carnaval
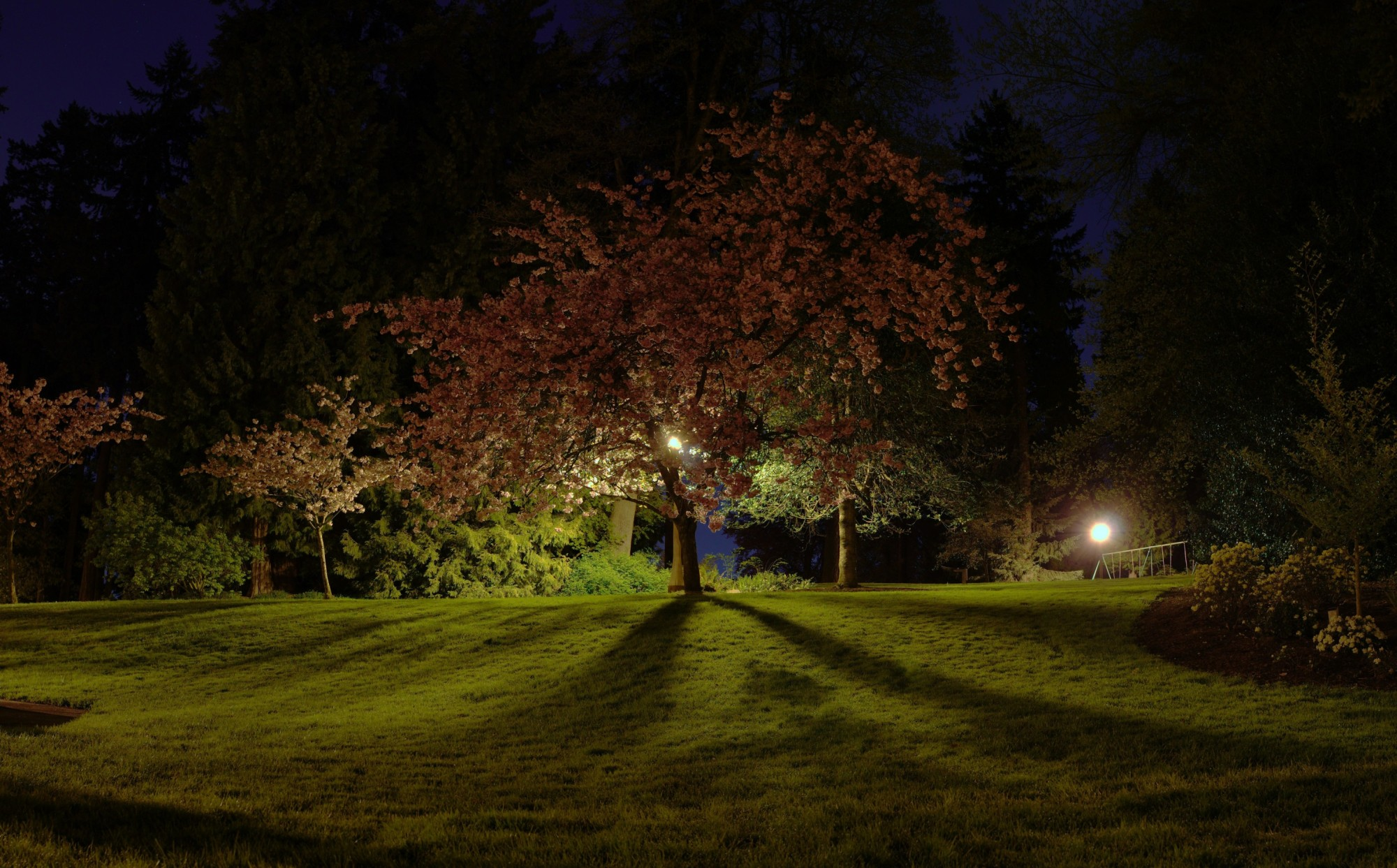
Washington Park de Portland, 30 secondes d'exposition
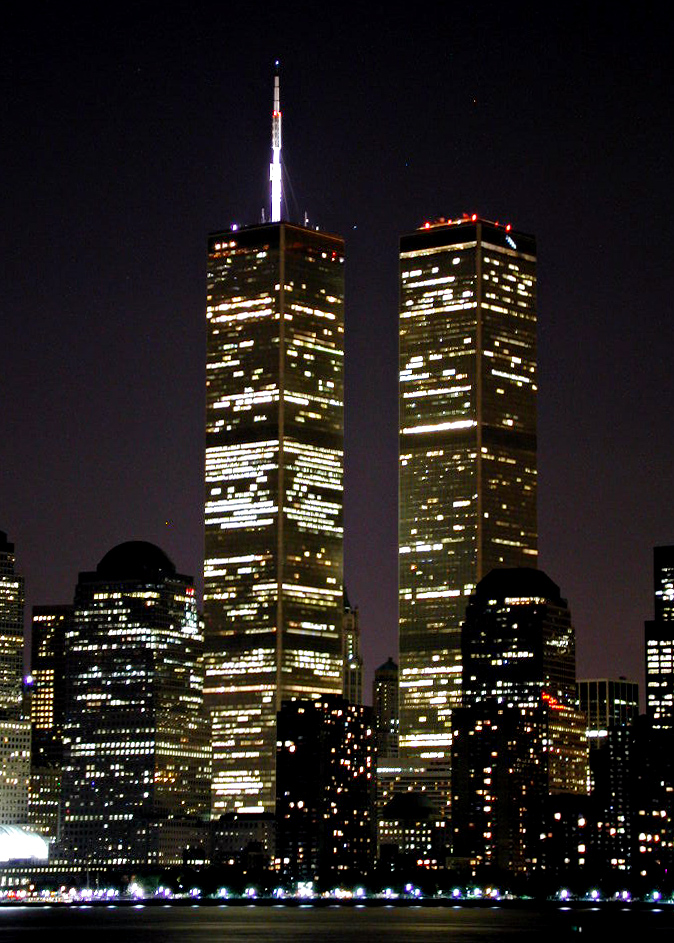
World Trade Center
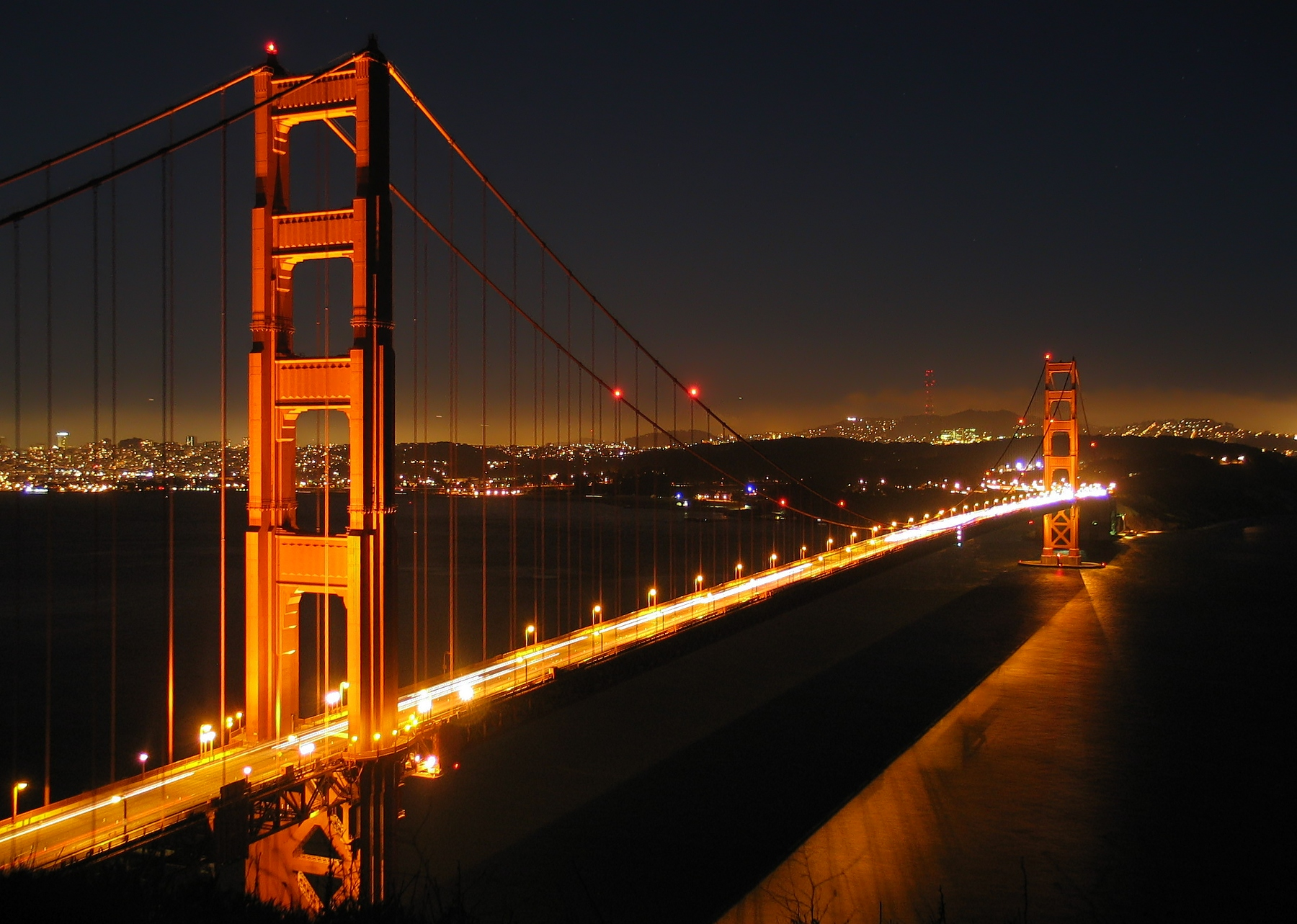
Le pont du Golden Gate
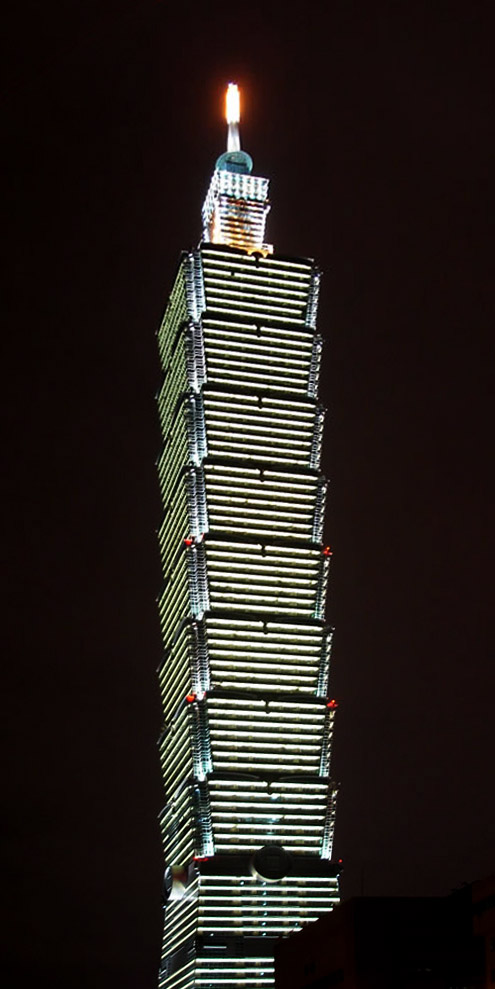
Taipei 101
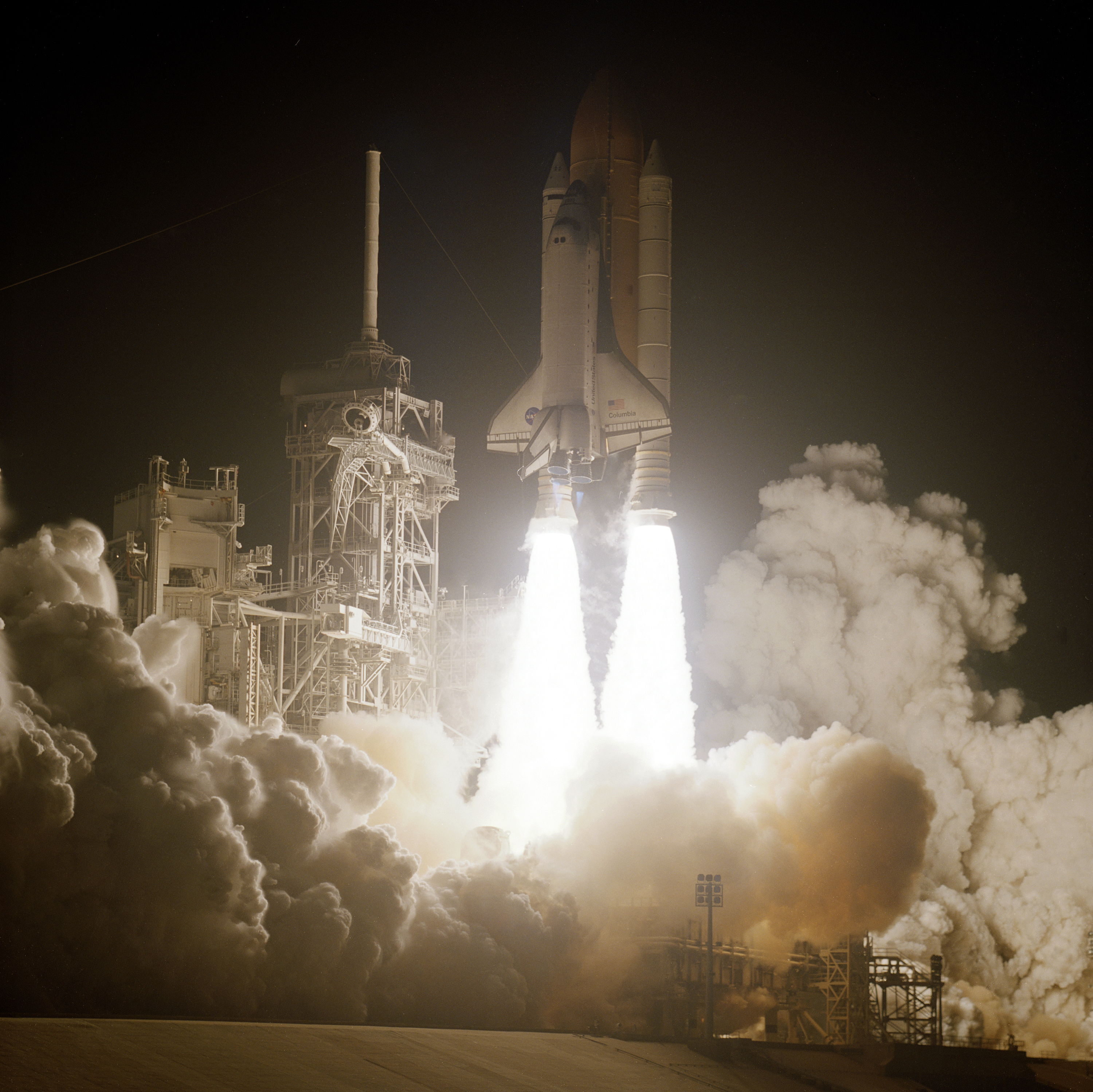
La navette spatiale Columbia
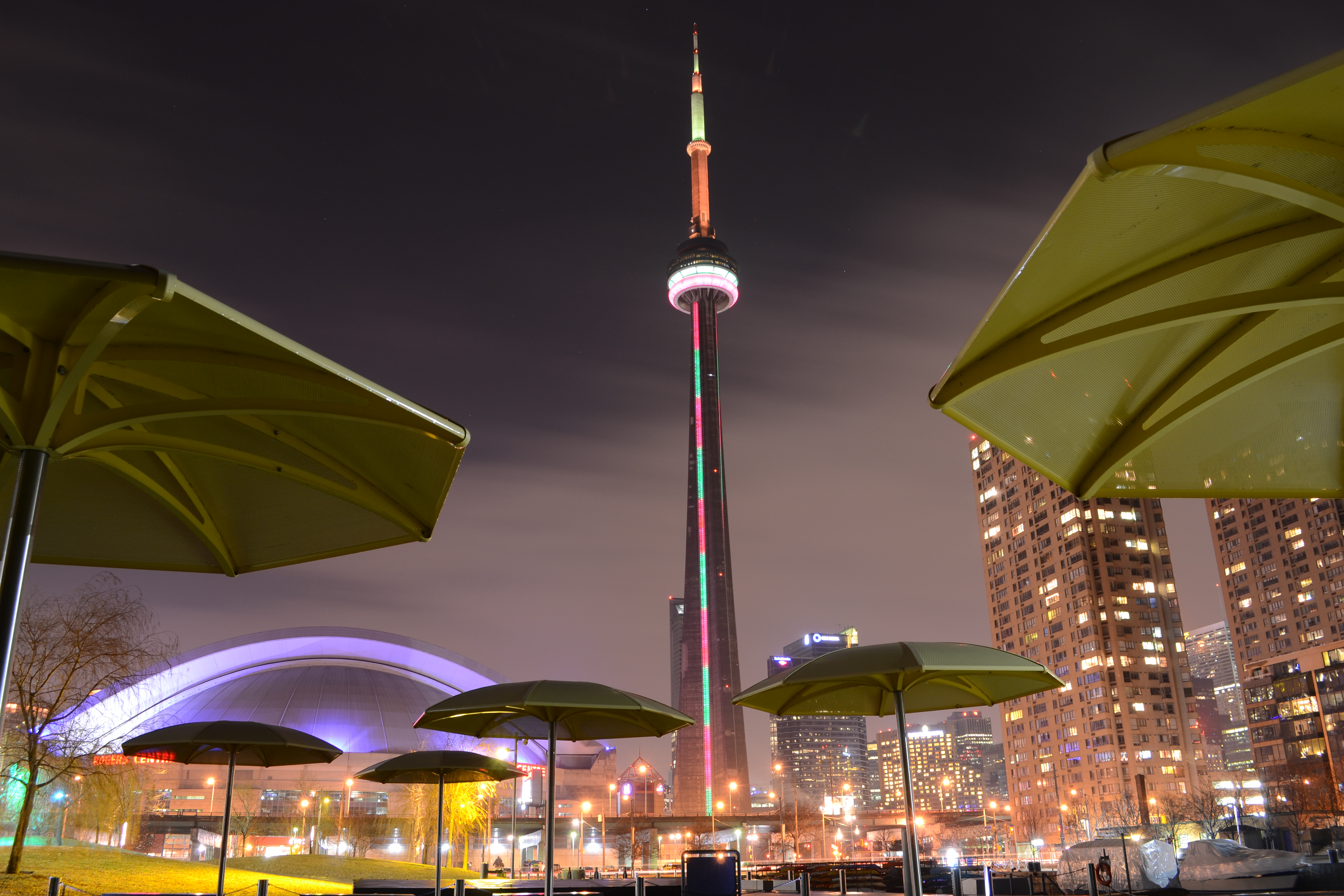
Toronto (30 secondes d'exposition).
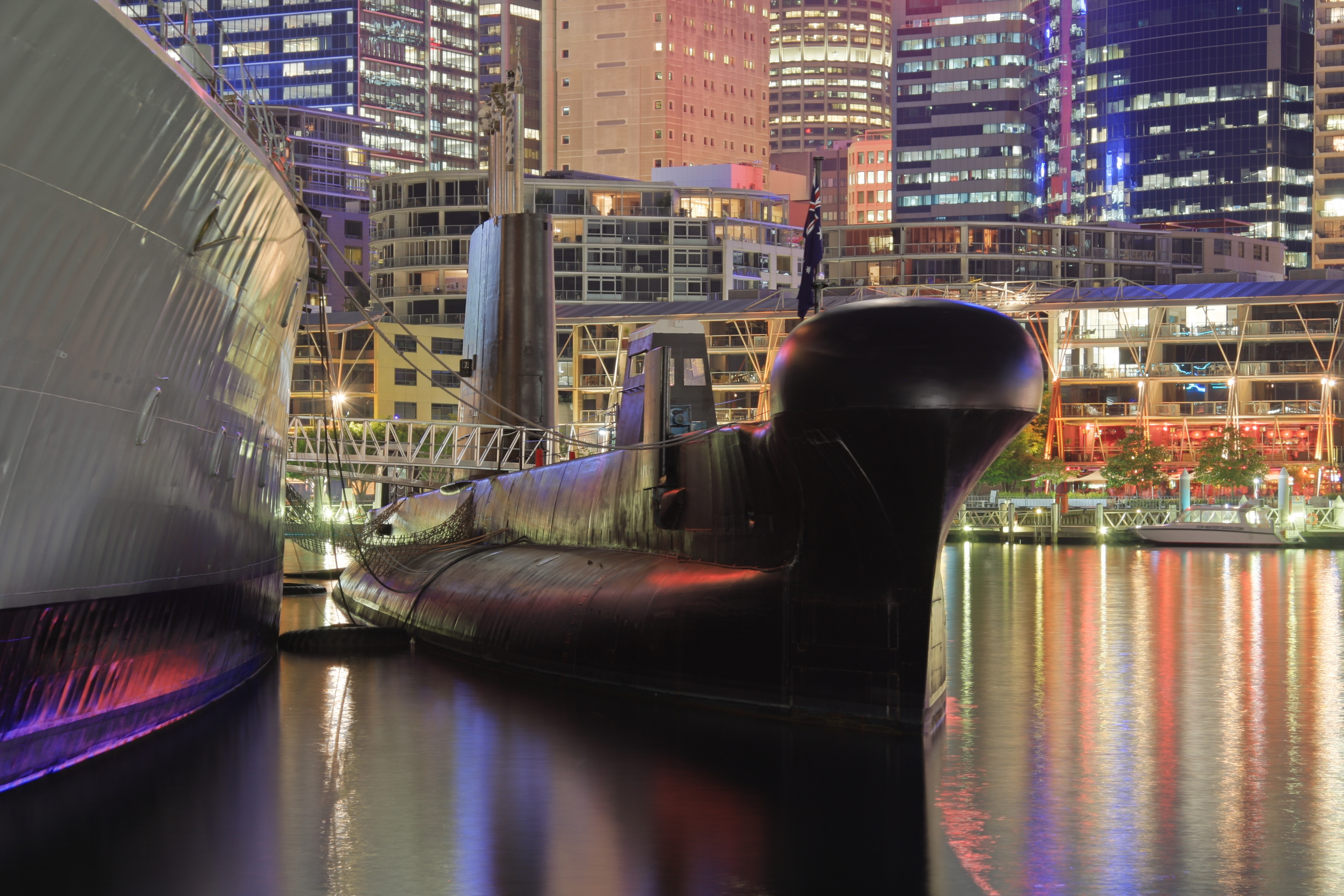
30, 2,5 et 10 secondes d'exposition
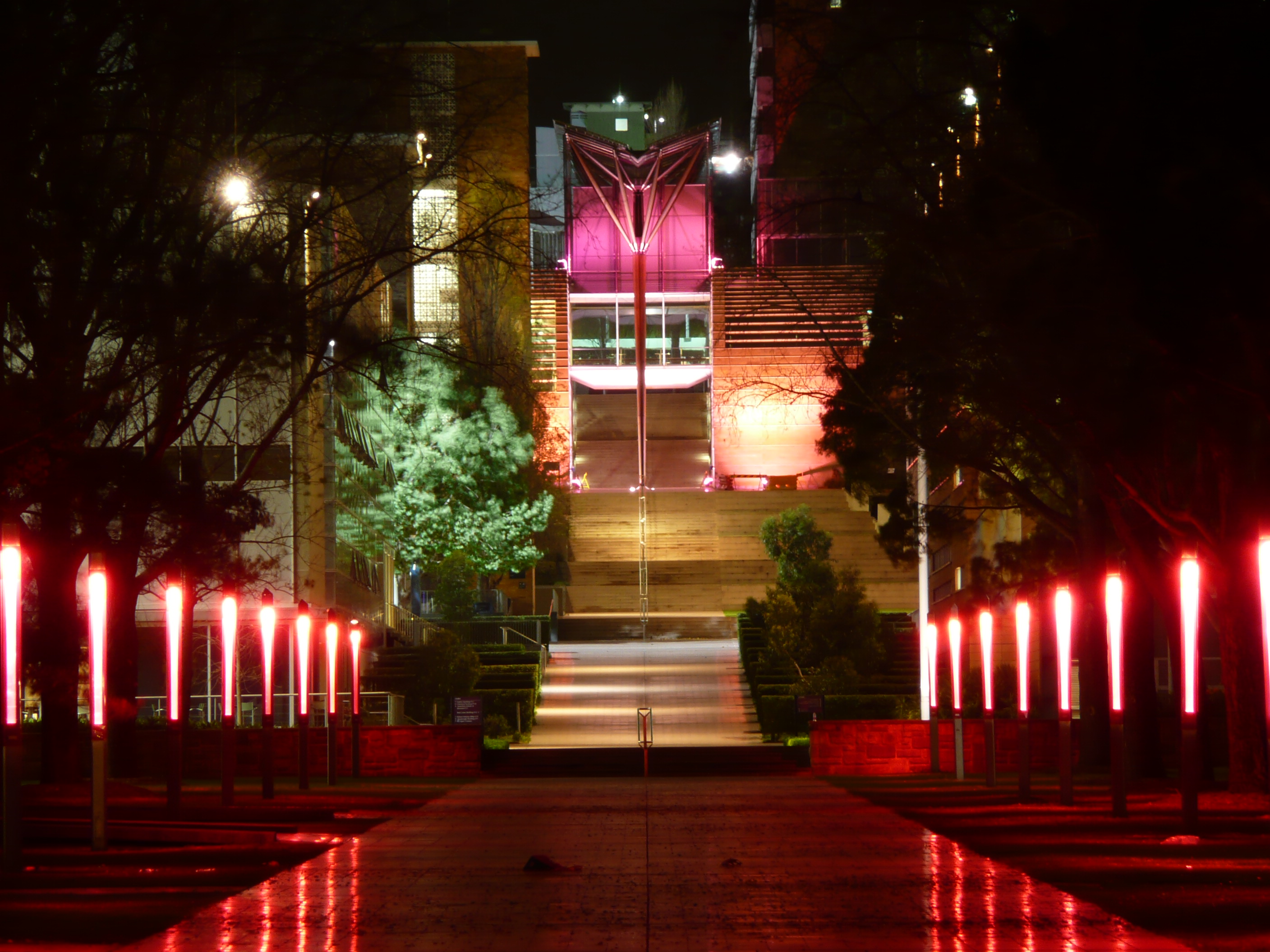
University of New South Wales, Sydney
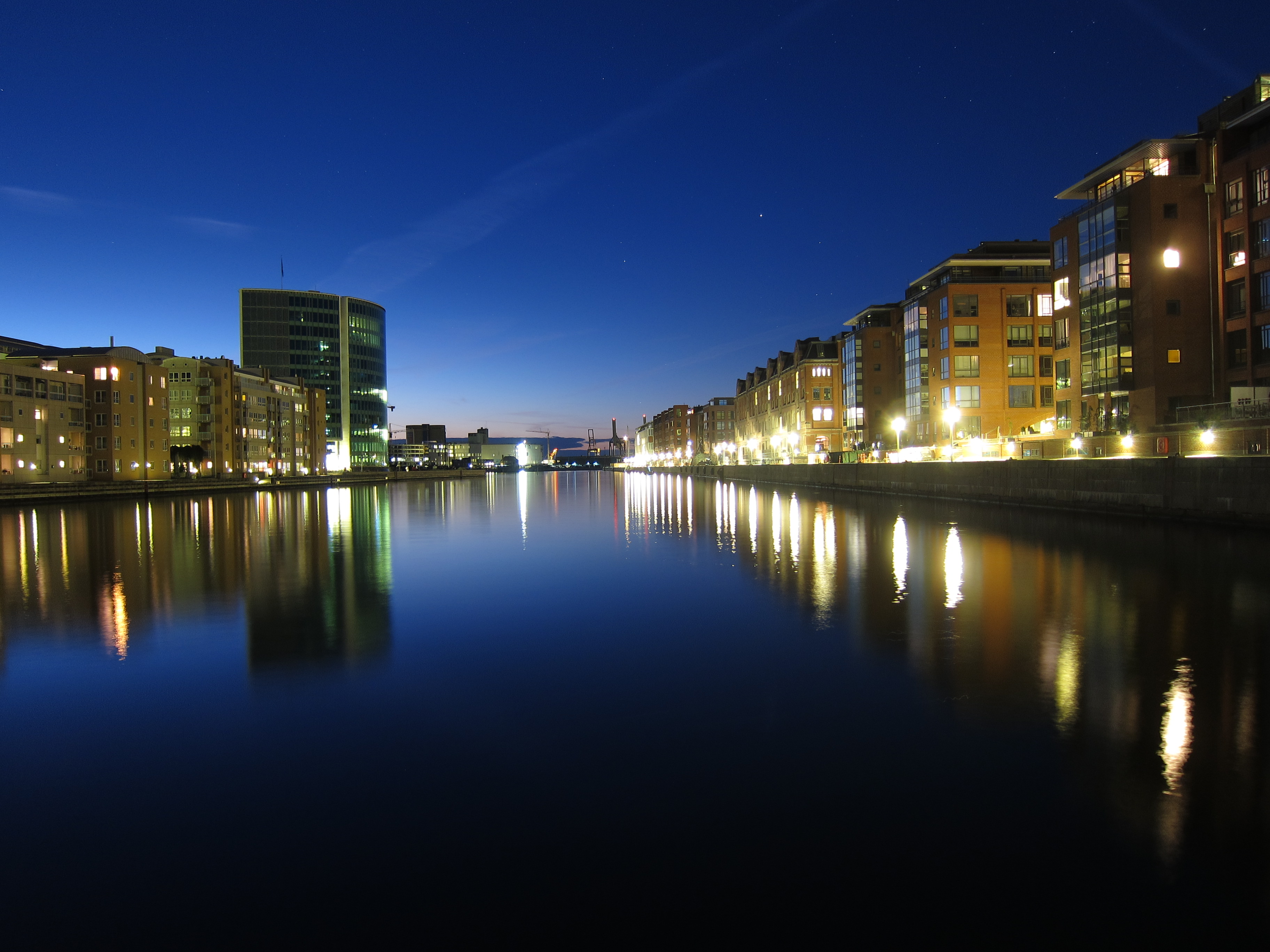
Copenhague
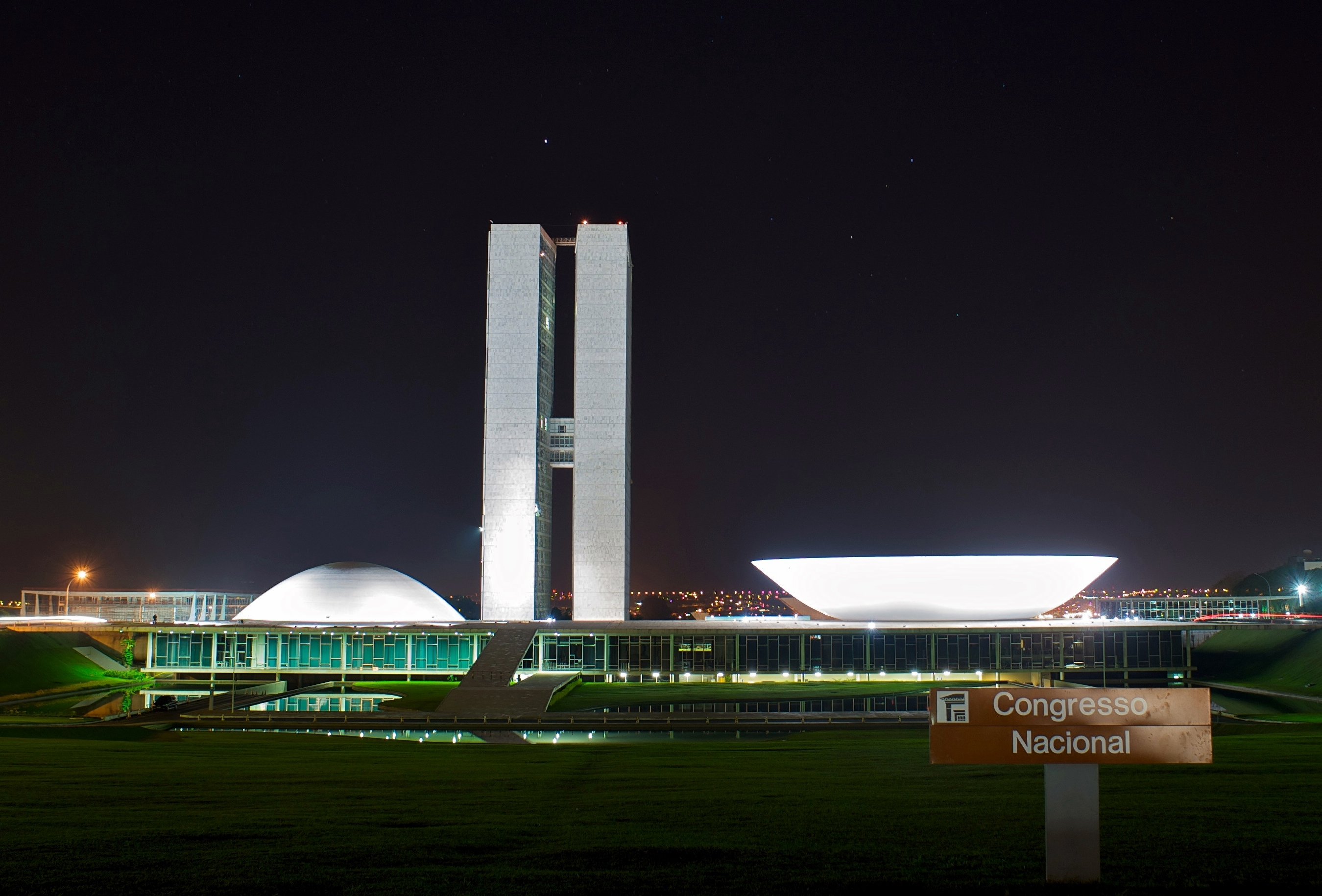
Le Congrès national du Brésil, à Brasília
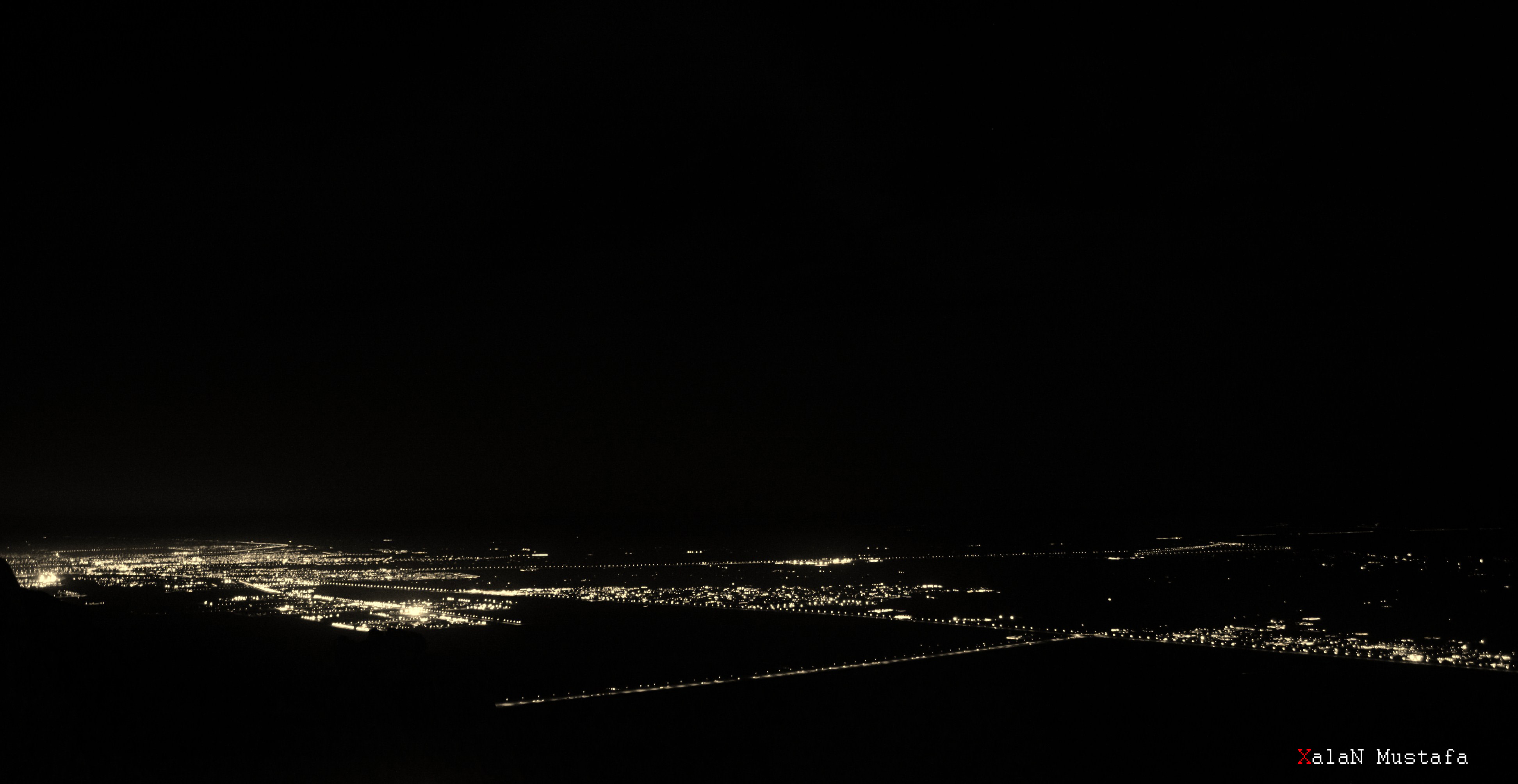
Al-Aïn
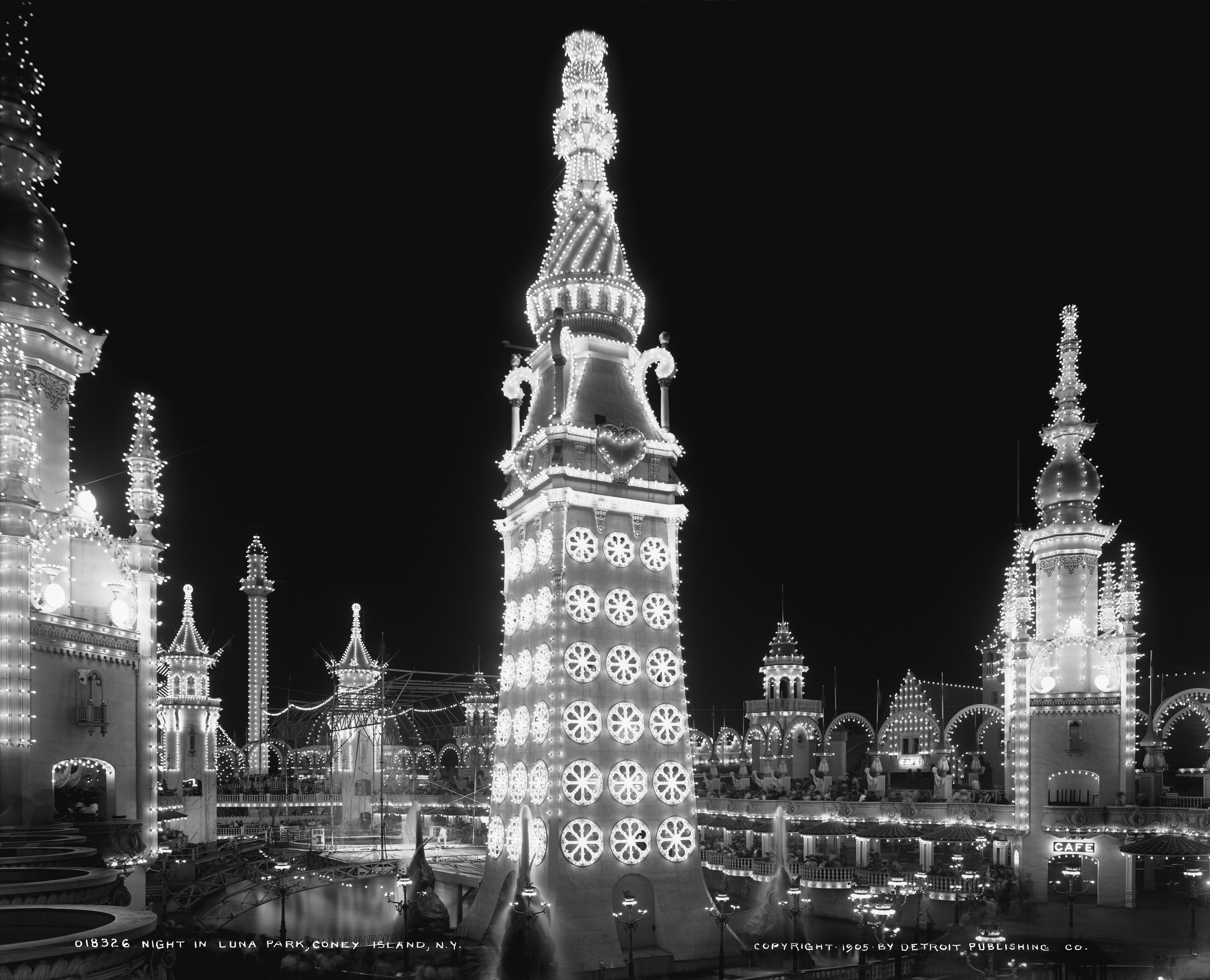
Luna Park (Coney Island), collection Detroit Publishing Co., 1905.
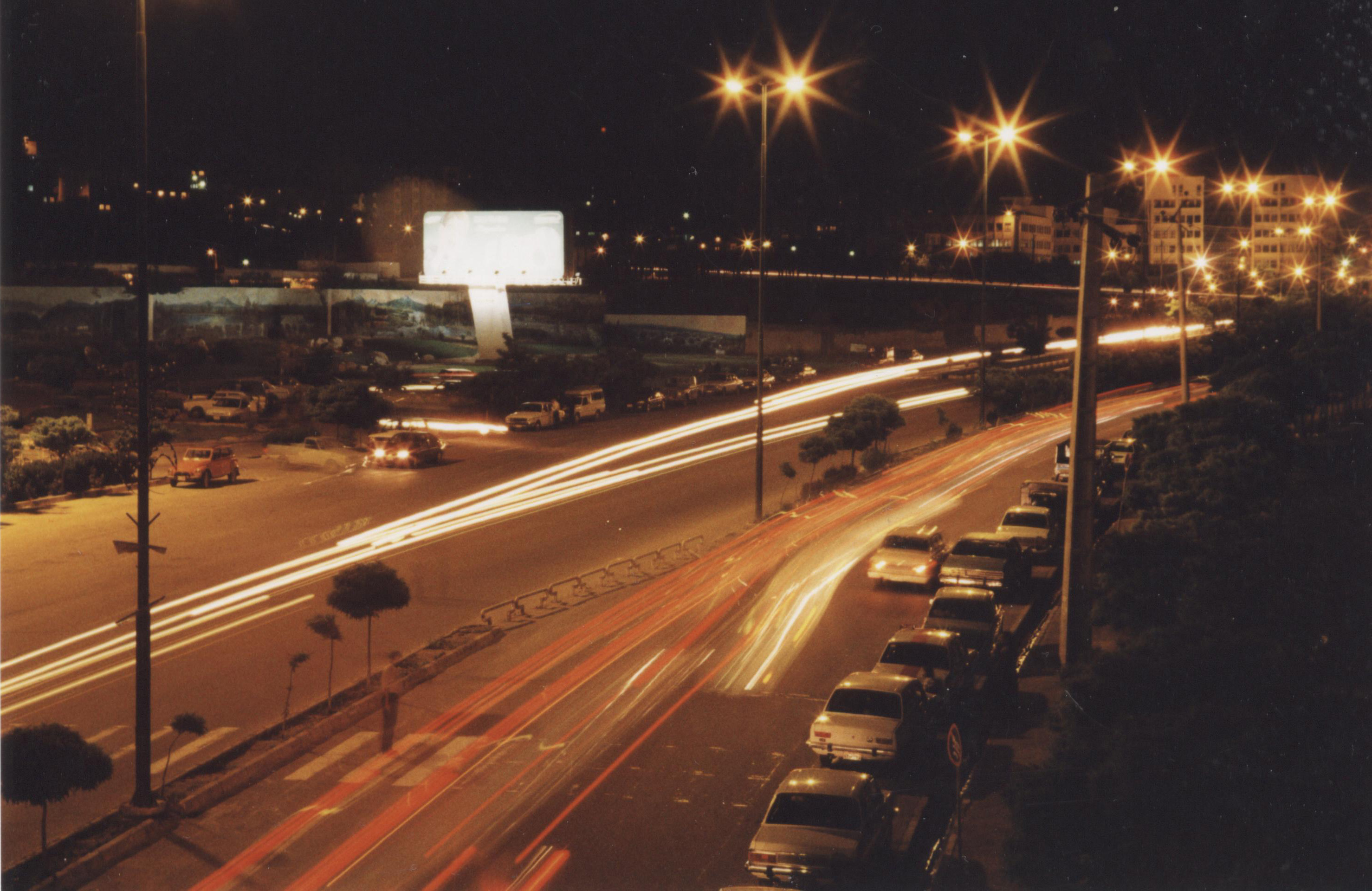
Boulevard Chay kenar à Tabriz
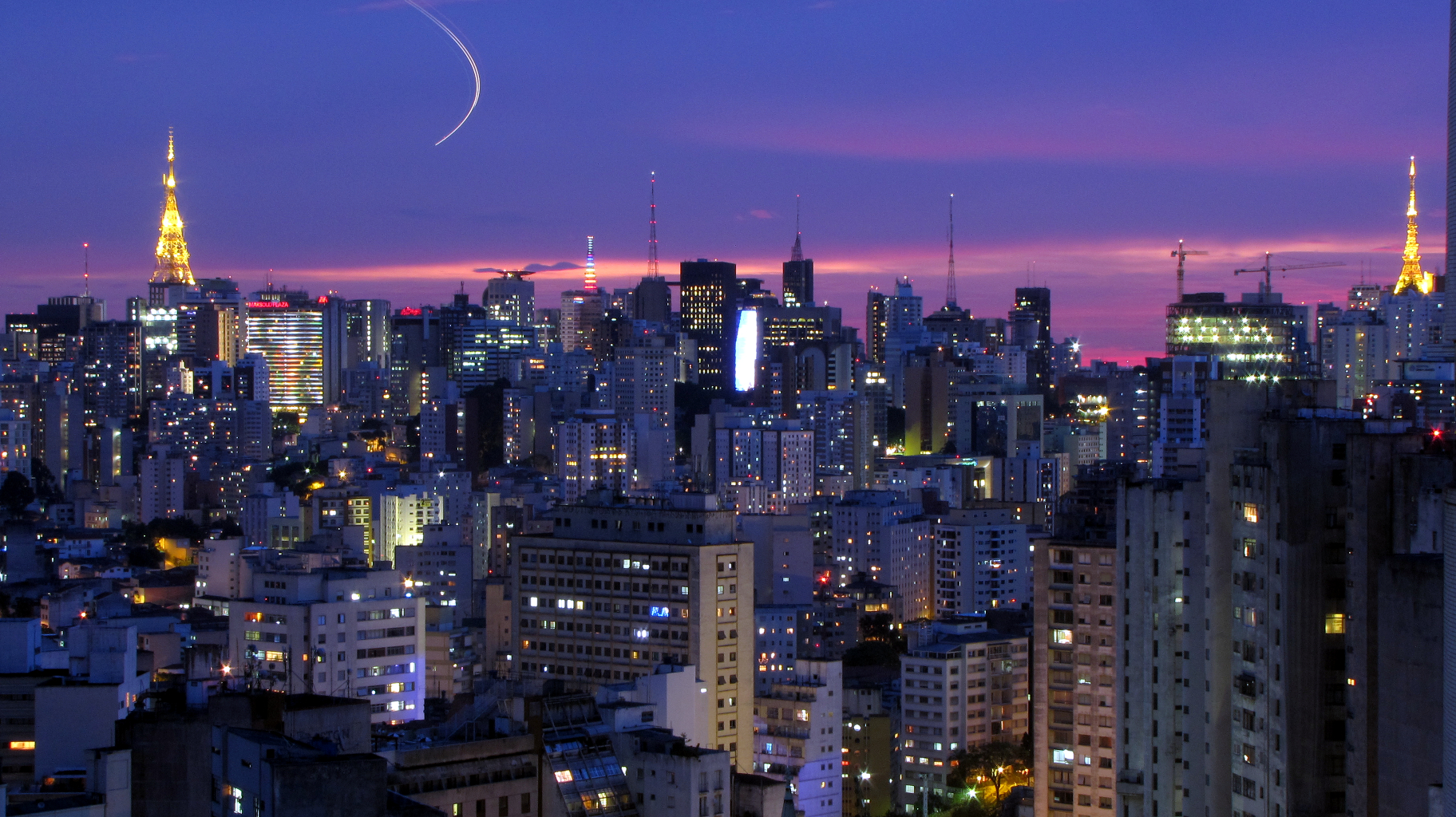
São Paulo
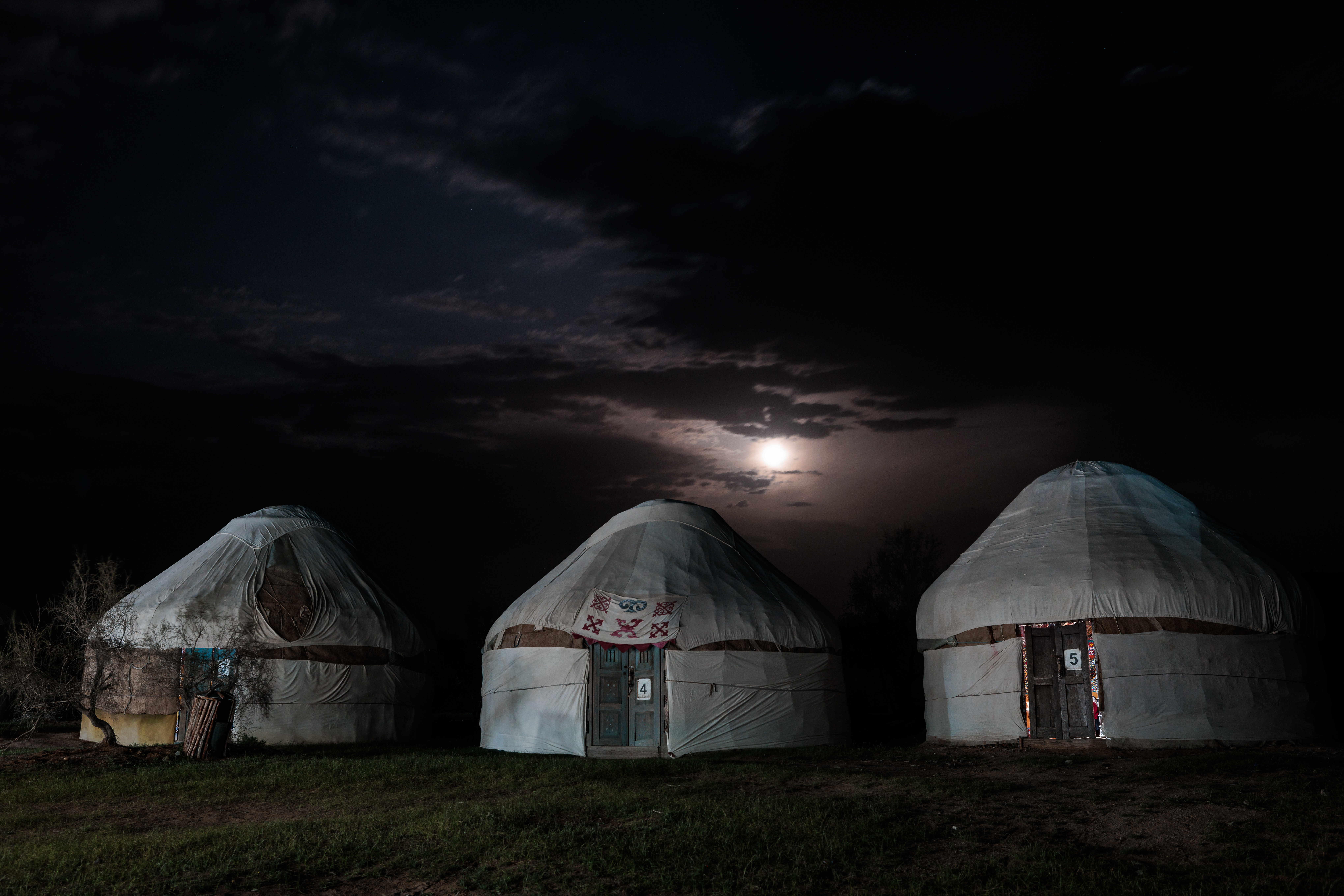
Yourtes kazakhes dans le désert du Kyzylkoum, en Ouzbékistan